# Castelmore (maison d'édition)
Pour les articles homonymes, voir Castelmore (homonymie).
 (avril 2025).
Castelmore, maison d'édition créée en 2010, est un département de la société Bragelonne spécialisé dans la publication de livres pour adolescents sur le thème de la fantasy, de la science-fiction et de l'humour. Castelmore publie des inédits en grand format, avec deux à trois titres par mois.
La direction est assurée par Barbara Bessat-Lelarge, ancienne libraire. La diffusion des titres Castelmore est assurée par Média Diffusion et la distribution par MDS.

## Collection Jeunesse
- Paul Béorn
- Nadia Coste
- Kathleen Duey
- Julien Hervieux
  - Série Au service de Sa Majesté La Mort
    1. L'ordre des revenants, 2018
    2. De vieux ennemis, 2019
- Lauren Barnholdt (en)
  - Série Double Sens
    1. Double Sens, 2015 ((en) Two Way Street, 2007)
    2. Sens unique, 2016 ((en) Right of Way, 2013)
- Sarah Pinborough

## Collection 8-12 ans
- John Bellairs
- Mark Cheverton
- Gitty Daneshvari
  - Série Monster High
    1. Meilleures goules pour la vie, 2013 ((en) Ghoulfriends Forever, 2012)
    2. Goules toujours !, 2013 ((en) Ghoulfriends Just Want to Have Fun, 2013)
    3. Chair de goule, 2014 ((en) Who's that Ghoulfriend?, 2013)
    4. Jeux de goule, 2014 ((en) Ghoulfriends 'til the End, 2014)
- Jennifer Echols
  - Sans attendre ((en) Such a Rush, 2012)
  - Série Deux par deux
    1. Ceux qui se cherchent, 2015 ((en) Biggest Flirts, 2014)
    2. Entre eux, c'est pour la vie, 2016 ((en) Perfect Couple, 2014)
    3. Ceux qui ont tout pour réussir, 2017 ((en) Most Likely to Succeed, 2015)
- Silène Edgar
  - 14-14, 2014Écrit avec Paul Béorn.
  - Adèle et les Noces de la reine Margot, 2015
  - Série Moana
    1. La Saveur des figues, 2018
    2. Le Bateau vagabond, 2018
    3. À la source des nuages, 2018
- Jeanne Faivre d'Arcier
- Méropée Malo
  - Série L'Héritière des Raeven
    1. Sorcière malgré elle, 2016
    2. Sorcière en son temps, 2016
    3. Sorcière à tout prix, 2017
- Winter Morgan
- Lise Syven
  - Série La Balance brisée
    1. Subliminale, 2014
    2. Phénoménale, 2015
    3. Élémentale, 2015

  - Série Saving Paradise
    1. En proie au rêve, 2016
    2. Au prix du monde, 2017
- Lavie Tidhar

## Collection Fantasy
- Mel Andoryss
  - Série Les Enfants d'Evernight
    1. De l'autre côté de la nuit, 2014
    2. L'Orphelinat du Cheval-pendu, 2014
    3. La Promesse de Camille, 2016

  - Série L'Architective
    1. Les Reliques perdues, 2016
- Leigh Bardugo
- Oliver Bowden
- Royce Buckingham
- Trudi Canavan
- Cinda Williams Chima
- Lauren DeStefano
  - Série Le Dernier Jardin
    1. Éphémère, 2011 ((en) Wither, 2011)
    2. Fugitive, 2012 ((en) Fever, 2012)
    3. Rupture, 2014 ((en) Sever, 2013)
- Christopher Golden
- Anna Kendall
  - Série Les Landes d'Amevigne
    1. Le Pays des morts, 2012 ((en) Crossing Over, 2010)
    2. (en) Dark Mist Rising, 2011
    3. (en) A Bright and Terrible Sword, 2012
- Fiona McIntosh
- Emmanuelle Nuncq
  - Bordemarge, 2012

## Collection Humour
- Jim C. Hines

## Collection Science-fiction
- Claudia Gray
- Kay Kenyon
- Paul Melko
- Eric Nylund
- Nalini Singh
- Stefan Wul

## Collection Bit-Lit
- Kelley Armstrong
- Lisa Desrochers
  - Série Personal Demons
    1. Personal Demons, 2012 ((en) Personal Demons, 2010)
    2. Péché originel, 2012 ((en) Original Sin, 2011)
    3. Rite ultime, 2013 ((en) Last Rite, 2012)
- Lia Habel
  - Série New Victoria
    1. New Victoria, 2012 ((en) Dearly, Departed, 2011)
    2. Rébellion, 2013 ((en) Dearly, Beloved, 2012)
- Kim Harrison
- Lisi Harrison
- Amanda Hocking
- Richelle Mead
- Chloe Neill
- Kimberly Pauley
  - Série Les Confessions intimes de Mina Smith, jeune vampire
    1. Pourquoi moi ?, 2012 ((en) Sucks to Be Me, 2008)
    2. (en) Still Sucks to Be Me, 2010
- Lilith Saintcrow
- Ellen Schreiber
- Elizabeth E. Wein
  - Nom de code : Verity, 2014 (Code Name Verity, 2012)

## Collection Terreur
- William Hussey
  - Série Traqueur
    1. Traqueur, 2012 ((en) Dawn of the Demontide, 2010)
    2. L'Assemblée des sorciers, 2012 ((en) Gallows At Twilight, 2011)
    3. (en) The Last Nightfall, 2011
- Jonathan Maberry

## Collection Dystopie
- Jana Oliver
  - Série Devil City
    1. Devil City, 2012 ((en) The Demon Trapper’s Daughter, 2011)
    2. Le Voleur d'âmes, 2012 ((en) Soul Thief, 2011)
    3. (en) Forgiven, 2012
    4. (en) Foretold, 2012
- Marie Lu